# Potentia
Potentia, Pudentiana eller Potentiana, är ett kristet helgon och martyr med omtvistad historicitet, vars levnad ska ha infallit i Rom under första halvan av 100-talet. Tidigare katolska kalendarier hade hennes namn uppsatt för den 19 maj, men detta har avlägsnats. I det gamla nordiska bondesamhället ansågs att potatisen detta datum skulle i jorden (minnesregel: POTencia – POTatis).

## Biografi
I itirinarier över kristna martyrers gravar i Rom från 600-talet nämns att Potentia jämte hennes syster Praxedis ska vara begravda i Priscillas katakomber. Legender förtäljer att denna Potentia givit upphov till ett av Roms äldsta titulus, "titulus Pudentis" som också kallas "ecclesia Pudentiana", och att denna kyrka uppförts på den plats där hon med sin syster led martyrdöden. I kyrkan finns en mosaik som föreställer två kvinnor som ger Kristus sina kronor, vilket brukar anses vara de båda systrarna. Påve Paschalis I överförde relikerna till en kyrka som uppfördes åt systern i närheten av Santa Maria Maggiore, "titulus Praxedis". Andra legender berättar att Potentia var dotter till aposteln Petrus lärjunge, senatorn Pudens (omnämnd i Andra Timotheosbrevet 4:21).